# بیل استانتون (بازیکن فوتبال)
بیل استانتون (انگلیسی: Bill Stanton؛ ۹ مه ۱۸۹۰ – ۱۹۷۷ (۸۶−۸۷ سال)) بازیکن فوتبال بود.
از باشگاه‌هایی که در آن بازی کرده‌است می‌توان به باشگاه فوتبال میلوال اشاره کرد.